# Sacro-iliite
La sacro-iliite est une inflammation de l'articulation sacro-iliaque qui se situe entre le sacrum et les os iliaques qui ensemble forment le bassin. C'est une des maladies rhumatismales chroniques les plus fréquentes. On la détecte par la biologie puisque c'est inflammatoire mais également par examen radiographique de l'articulation sacro-iliaque.
La sacro-iliite se manifeste généralement par des douleurs lombaires ou fessières irradiant à l'arrière de la cuisse ainsi que par des sensations d'engourdissement, de faiblesse ou de picotements dans le bas du dos, les fesses ou les jambes. Les symptômes sont souvent similaires à ceux d'autres affections de la colonne vertébrale, comme une hernie discale, un nerf comprimé ou une sciatique, ce qui la rend difficile à diagnostiquer. Les douleurs les plus fortes se manifestent après quelques heures de sommeil, ce qui provoque souvent le réveil et un « dérouillage matinal ».
Chez 15 à 30% des patients souffrant d'un mal de dos chronique, la douleur proviendrait de l'articulation sacro-iliaque.

## Étiologie
Les principales causes de la sacro-iliite sont les suivantes :
- Toute forme de spondylarthropathies, qui comprend la spondylarthrite ankylosante, l'arthrite psoriasique, l'arthrite réactive ou l'arthrite liée à des maladies inflammatoires de l'intestin, notamment la colite ulcéreuse ou la maladie de Crohn.
- L'arthrose peut provoquer une dégénérescence des articulations sacro-iliaques et entraîner une inflammation et des douleurs articulaires.
- Un traumatisme causé par un impact soudain, une chute, un accident peut endommager l'articulation sacro-iliaque.
- La grossesse : les articulations sacro-iliaques doivent se relâcher et s'étirer pour permettre la naissance du bébé. La modification du poids et de la démarche peut engendrer un stress supplémentaire sur ces articulations et causer une usure anormale.
- Infection : dans de rares cas, une infection peut provoquer une inflammation de l'articulation[2],[3].

## Symptômes
Même si les personnes souffrant de sacro-iliite présentent une variété de symptômes, le problème est communément relié à l'importance de la pression exercée sur l'articulation sacro-iliaque. Les symptômes consistent en une douleur prolongée, de type inflammatoire dans le bas du dos, les hanches ou les fesses. Dans les cas les plus graves, la douleur peut se manifester dans des régions éloignées de la source, comme les jambes et les pieds.
Les symptômes sont typiquement aggravés par les actions suivantes :
- Passer de la station assise à la station debout
- Rester debout de façon prolongée
- Courir
- Monter des escaliers
- Marcher à grandes enjambées
- Porter davantage de poids d'un côté[3].

## Diagnostic
La sacro-iliite se caractérise par une douleur prolongée de type inflammatoire dans la partie inférieure du dos, de la cuisse et de la zone postérieure du fessier. Ces symptômes font qu'elle est souvent confondue avec une affection du nerf sciatique ou une hernie discale.
Quand elle a comme facteur principal un rhumatisme chronique, la douleur survient habituellement en période de repos et durant la nuit, avec une tendance à irradier et entrainant de la rigidité matinale,.
Pour reproduire la douleur expérimentée par le patient et confirmer le diagnostic, le soignant effectue des tests de provocation de la douleur afin de déterminer avec certitude la présence d'une lésion ou d'une dysfonction du joint sacro-iliaque. Les tests les plus fiables sont:
- Test de pression fémorale: la douleur se reproduit après une flexion et une légère adduction de la hanche et l'application d'un mouvement de coaptation de l'articulation coxofémorale.
- Test de compression sacro-iliaque : la douleur se reproduit à la suite d'une pression latérale sur les épines iliaques antéro-supérieures droite et gauche.
- Test de distraction sacro-iliaque : la douleur est soulagée en appliquant une pression au milieu des épines iliaques antéro-supérieures
- Test d'abduction de la hanche douloureuse contre la résistance du thérapeute.

Pour confirmer un diagnostic de processus inflammatoire, on a recours à des analyses de sang identifiant la valeur d'hématocrite, la vitesse de sédimentation (VSG), la quantité de protéine C réactive et les anticorps antinucléaires indiquant le facteur rhumatoïde.
En outre, il est fréquent de réaliser un test local de résonance magnétique nucléaire, une scintigraphie osseuse ou, en certaines occasions, une radiographie.
Même si la fréquence de cancer est peu élevée, il y aura lieu de recourir à d'autres tests si on soupçonne l'existence d'une tumeur maligne

## Traitement
Le traitement dépend de la gravité de la maladie et de l'intensité de la douleur éprouvée par le patient. Deux orientations sont possibles.

### Sans chirurgie
Dans la plupart des cas, la sacro-iliite peut être traitée sans recours à la chirurgie, les patients trouvant un soulagement grâce à une combinaison de repos, application de chaleur ou de glace, physiothérapie et médicaments anti-inflammatoires, tel l'ibuprofène, qui réduisent l'inflammation dans les articulations affectées.
Pour des cas plus sérieux, on aura recours à des relaxants musculaires, telle la cyclobenzaprine, afin de réduire les spasmes souvent associés à cette maladie.

### Injections et chirurgie
Pour les formes plus graves, des injections pourraient être recommandées. Dans ce cas, le médecin injecte dans l'articulation un produit anesthésiant, généralement de la Lidocaïne ainsi qu'un stéroïde doté de puissantes propriétés anti-inflammatoires, en se servant de la fluoroscopie. Ces injections de stéroïdes peuvent être effectuées trois ou quatre fois par an. Elles devraient être accompagnées de physiothérapie pour réhabiliter les articulations affectées.
La chirurgie est souvent la solution de dernier recours et n'est que rarement utilisée. Elle n'est une option que pour les patients qui souffrent d'une douleur intense qui s'est révélée réfractaire aux traitements cités précédemment et qui a un impact significatif sur leur qualité de vie. Dans ces cas, une opération de fusion de l'articulation sacro-iliaque peut avoir un effet stabilisateur et accroître la résistance au poids.
Une recherche récente montre que la stimulation électrique du nerf périphérique peut constituer une thérapie valide avec effets positifs à long terme chez des patients plus âgés.
Un autre axe de recherche consiste à l'utilisation d'ultrason focalisés pour cautériser les nerfs de la zone douloureuse. Cette technique est en phase d'essais clinique aux états-unis.